# L'Animal moral
L'Animal moral (The Moral Animal, the New Science of Evolutionary Psychology) est un essai de psychologie évolutionniste écrit par le journaliste Robert Wright en 1994 et publié en 1995 en français. Son propos est d'étudier la psychologie humaine à la lumière de la théorie néodarwinienne de l'évolution. 

## Résumé
L'auteur prend comme illustration plusieurs anecdotes tirées de la propre vie de Charles Darwin. L'idée fondamentale est que les caractéristiques psychologiques de l'être humain lui ont procuré un avantage adaptatif dans l'environnement ancestral dans lequel s'est déroulée l'évolution humaine.
Robert Wright utilise la psychologie évolutionniste et la théorie des jeux pour s'attaquer à des problèmes de psychologie quotidienne, par exemple le problème des différences entre les hommes et les femmes, notamment quant aux comportements sexuels, mais aussi à des problèmes philosophiques anciens comme celui des racines naturelles de la morale ou le mécanisme d'apparition de l'altruisme dans une compétition génétique largement égoïste au sens du Gène égoïste de Richard Dawkins.

## Réception
The New York Times Book Review  a nommé le livre The Moral Animal l'un des 12 meilleurs livres en 1994. Le psychologue cognitiviste Steven Pinker en fit la revue en 1994 pour le New York Times et ses critiques furent positives. En revanche, le paléontologue Stephen Jay Gould émit un avis très négatif sur le livre, quelques années après sa publication.